# Mogán

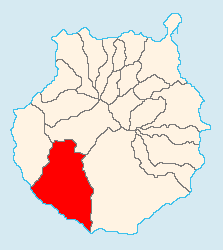
Localização de Mogán

Mogán é um município da Espanha na província de Las Palmas, comunidade autónoma das Canárias. Tem 172,43 km² de área e em 2021 tinha 20 572 habitantes (densidade: 119,3 hab./km²).

## Demografia
| Variação demográfica do município entre 1991 e 2004 | Variação demográfica do município entre 1991 e 2004 | Variação demográfica do município entre 1991 e 2004 | Variação demográfica do município entre 1991 e 2004 |
| --------------------------------------------------- | --------------------------------------------------- | --------------------------------------------------- | --------------------------------------------------- |
| 1991                                                | 1996                                                | 2001                                                | 2004                                                |
| 8688                                                | 10398                                               | 12444                                               | 15176                                               |

## Bairros
- Arguineguin
- Playa de Mogán
- Puerto de Mogán
- Puerto Rico de Gran Canaria

| Noroeste: San Nicolás de Tolentino | Norte: San Nicolás de Tolentino |                                  |
| Oeste: San Bartolomé de Tirajana   | Mogán                           | Leste: San Bartolomé de Tirajana |
|                                    | Sul: Oceano Atlântico           |                                  |